# 페레스베트 (전함)
페레스베트(Пересвет)는 19세기 말에 러시아 제국 해군에 의해 제작된 3척의 페레스베트급 전드레드노트급 전함의 네임쉽이다. 1903년부터 여순항을 기반으로하여 태평양 함대로 옮겼다. 1904년에서 1905년 사이의 러일 전쟁에서 여순항 해전에 참여했으며, 황해 해전에서 다시 심하게 손상되어 여순항으로 돌아왔지만, 다시 여순항 봉쇄 작전을 당했다. 페레스베트는 러시아가 항복하기 전에 침몰했고, 이후 일본에 의해 인양되어 사가미(相模)라는 이름으로 일본 제국 해군 함적으로 취역하게 된다.
부분적으로 재무장한 사가미는 일본 제국 해군에 의해 1912년에해방전함으로 재분류되었다. 1916년에 일본은 제1차 세계 대전이 시작된 이래로 러시아와 동맹국이 되었기 때문에 페레스베트를 러시아에 다시 팔았다. 1917년 초 백해로 향하는 도중에, 독일 잠수정이 부설해 놓은 기뢰에 부딪힌 후 이집트의 포트사이드에서 침몰했다.

## 설계
페레스베트급의 설계는 영국 2급 전함인 센튜리온급 전함에서 영감을 얻었다. 영국 함대는 러시아 전함 로시야와 류리크와 같은 통상파괴를 하는 장갑순양함을 물리치기 위해 계획되었으며, 페레스베트급은 장갑순양함을 지원하도록 설계되었다. 이 역할은 무거운 무장과 장갑을 희생하면서 고속과 장거리에 대한 프리미엄을 부여했다.
페레스베트는 전체 길이가 132.4m였고, 선폭이 21.8m, 흘수가 8.0m이다. 배수량은 12,877 톤으로 설계가 되었고, 중량이 1,219 톤일 때, 배수량은 14,030 톤이었다. 페레스베트의 승조원은 27명의 장교와 744명의 병력으로 구성되었다. 배는 30개의 벨르빌레 보일러에 의해 생성된 증기를 사용하는 3개의 수직 3단 팽창 증기 기관으로 구동되었다. 엔진은 14,500마력으로 평가되었으며 18노트의 최고 속도에 도달하도록 설계되었다. 페레스베트는 1899년 11월 해상 공인 실험에서 14,532마력 (10,837kW)에서 18.44노트의 최고 속도에 도달했다. 최대 2,060톤의 석탄을 운반했으며, 10노트의 속력으로 11,500 km의 작전 반경을 가질 수 있었다.
배의 주포는 두개의 트윈 포탑에 장착된 4개의 10인치 포로 구성되었으며, 전후방의 상부구조물에 각각 1개씩 배치되었다. 부포는 11개의 카네 6인치 (QF) 속사포로 구성되어 있으며, 선체 양쪽 포곽과 선수루 아래에 장착되어 있었다. 그 외에도 몇 개의 소형 포들이 어뢰정을 방어를 위해 장착되었다. 이러한 소형 포들은 20개의 3인치 속사포, 47개의 1.9인치 호치키스 포와 8개의 1.5인치 포를 포함하고 있었다. 또한 15인치 어뢰발사관 5개는 수상 3개와 수중 2개로 무장했다. 배는 앵커리지를 보호하기 위해 45개의 기뢰를 사용했다. 페레스베트의 수선장갑대는 하비 장갑으로 구성되어 있고, 두깨가 4~9인치였다. 총 포탑의 크루프 시멘트 장갑은 최대 두께가 9인치였고, 갑판의 장갑은 두께 2 – 3인치의 장갑으로 방호되었다.

## 건조와 취역
페레스베트는 1380년 쿨리코보 전투에서 몽고군을 상대로 싸우다 죽은 러시아 정교회의 수도사인 알렉산드르 페레스베트의 이름을 따서 명명되었다. 전함 페레스베트는 1895년 11월 21일 상트페테르부르크에 있는 발트 조선소에서 기공되었다. 진수는 1898년 5월 19일에 이루어졌다. 그러나 1901년 7월까지 10,540,000 루블의 비용으로도 완공되지 못했다. 페레스베트는 8월에 있는 취역에 들어가, 1901년 10월에서야 여순항으로 보내졌다. 도중에, 11월 1일에 네덜란드령 스토레벨트 해협를 지나는 동안 랑엘란섬 끝단에서 좌초했지만, 심각하게 손상되지는 않았다. 여순항에 도착하자마자 태평양 전대에 편입되었으며, 소장인 파벨 우흐톰스키 왕자가 부사령관인 전대의 기함이 되었다.

### 여순항 해전
1894년부터 1895년까지 벌어진 청일 전쟁에서 일본이 승리한 후 만주와 한반도를 모두 통제하려는 야심을 드러내자 러시아와 일본 간에 긴장이 고조되었다. 부가적으로 쟁점이 된 것은 러시아가 약속한대로 1903년 10월에 만주에서 군대를 철수시키지 않은 것이었다. 일본은 1901년 상황을 완화하기 위한 협상을 시작했지만, 러시아 정부는 문제 해결 방법을 정확히 결정하지 않았기 때문에 응답이 느리고 불확실했다. 일본은 이를 러시아 군비 프로그램을 완수하기 위해 시간을 벌려고 하는 고의적인 기만으로 해석했다. 인내의 한계에 다다르게 한 것은 한반도 북부에서 러시아가 목재 채벌권을 얻었다는 소식과 일본의 만주에 대한 이익을 인정하지 않으면서 러시아가 일본 활동에 대한 조건을 계속해서 유지했다는 것이었다. 이러한 상황들은 1903년 12월에 일본 정부가 전쟁을 피할 수 없다는 결정을 내리게 했다. 일본과의 긴장이 고조되면서 태평양 함대는 야간에 외항에서 계류를 시작했다. 이것은 한반도에 군대를 상륙시키려는 일본의 시도에 보다 신속하게 대응하기 위함이었다.
1904년 2월 8일~9일 밤, 일본 제국 해군은 여순항에서 러시아 함대에 대한 기습 공격을 시작했다. 페레스베트는 초기 어뢰정 공격에 명중되지 않았고, 다음 날 아침에 부제독 도고 헤이하치로가 이끄는 연합 함대가 공격을 하자 출동했다. 도고는 연합 함대에 의한 야간 기습 공격으로 러시아 군대가 심하게 무질서 해지고 약해질 것이라는 기대보다 훨씬 성공적이었을 것으로 기대했지만, 러시아 해군은 기습으로부터 회복하고, 그의 공격에 대비했다. 일본 선박은 방호순양함 보야린에 의해 감지되었다, 보야린은 역외를 순찰하다가 러시아 군에게 방어하라고 경고했다. 도고는 주포로 러시아 연안 방어선을 공격하고, 부포로 함선과 교전하는 것을 선택했다. 결과적으로 화력을 분산시킨 것은 영영가 없는 판단으로 판명되었다. 일본의 8인치와 6인치 포로는 러시아 선박에 시덥잖은 손상만 입혔고, 이것은 일본에 포격을 집중시키는 결과를 가져왔다. 페레스베트는 이 전투를 벌이는 동안 세 차례 피격을 당했지만, 별 다른 손실은 입지 않았다.
3월 22일, 페레스베트는 여순항을 포격하는 일본 제국 해군의 전함에 다른 전함들과 함께 포격을 하는데 동참했다. 3월 26일 여순항 외곽에서 훈련을 하는 동안 전함 세바스토폴과 우발적으로 충돌하여 약간의 손상을 입었다. 페레스베트는 4월 13일 도고가 부제독 스테판 마카로프의 기함 페트로파블롭스크를 포함한 태평양 함대 일부를 성공적으로 유인했을 때도 작전에 참여했다. 마카로프가 5척의 일본 전함을 발견했을 때, 그는 여순항으로 뱃머리를 돌렸고, 페트로파블롭스크는 일본군이 전날 밤에 부설해 놓은 기뢰에 부딪혔다. 전함은 탄약고 중 하나가 폭발하자 2분도 채 안되어 침몰했으며, 마카로프는 677명의 사망자 중 하나였다. 성공으로 대담해진 도고는 장거리 포격 임무를 재개했다. 이틀 후, 페레스베트는 여순항을 포격하고 있던 장갑순양함 닛신을 한 번 명중시켰다.

### 여순항 봉쇄 작전
8월 11일, 여순항으로 돌아온 러시아 함대는 노기 마레스케 남작이 이끄는 일본 제3군에 의해 포위당했다.

### 일본 전함 사가미
페레스베트는 1905년 6월 29일 일본 기술자들에 의해 인양되었다. 자력으로 보일러를 돌려 8월 25일에 사세보 해군 공창에 도착했다. 일본 제국 해군은 페레스베트를 사가미국의 이름을 따서 사가미로 이름을 바꾸고 일본 제국 해국 함적에 편입시켰다. 사가미는 8월 25일 일등 전함으로 분류되었고, 9월 16일 요코스카 해군 공창에 도착했다.

### 러시아 반환
1916년 러시아 정부는 발트해와 흑해 근해의 해상력을 강화하기로 결정했다. 제1차 세계 대전 중에는 일본과 러시아가 동맹국이었기 때문에 일본 정부는 사가미와 다른 전함, 군함을 3월에 러시아에 다시 팔았다.

## 동급함
| 전함                  | 제작                                   | 기공             | 진수            | 취역   | 비용            |
| --------------------- | -------------------------------------- | ---------------- | --------------- | ------ | --------------- |
| 페레스베트 (Пересвет) | 발트 조선소, 상트페테르부르크          | 1895년 11월 21일 | 1898년 5월 19일 | 1901년 | 10,540,000 루블 |
| 오슬랴뱌 (Ослябя)     | 뉴 아드미랄티 조선소, 상트페테르부르크 | 1895년 11월 21일 | 1898년 12월 8일 | 1903년 | 11,340,000 루블 |
| 포베다 (Победа)       | 발트 조선소, 상트페테르부르크          | 1899년 2월 21일  | 1900년 5월 10일 | 1902년 | 10,050,000 루블 |

## 참고 문헌
- Chesneau, Roger & Kolesnik, Eugene M., 편집. (1979). 《Conway's All the World's Fighting Ships 1860–1905》. Greenwich, UK: Conway Maritime Press. ISBN 0-8317-0302-4.
- Forczyk, Robert (2009). 《Russian Battleship vs Japanese Battleship, Yellow Sea 1904–05》. Botley, UK: Osprey. ISBN 978-1-84603-330-8.
- Lengerer, Hans (September 2008).  Ahlberg, Lars, 편집. “Sagami (ex-Peresvet) and Suwō (ex-Pobeda)”. 《Contributions to the History of Imperial Japanese Warships》 (Paper V): 41–44.(구독 필요)(contact the editor at lars.ahlberg@halmstad.mail.postnet.se for subscription information)
- McLaughlin, Stephen (2008년 9월).  Ahlberg, Lars, 편집. “Peresvet and Pobéda”. 《Contributions to the History of Imperial Japanese Warships》 (Paper V): 45–49.
- McLaughlin, Stephen (2003). 《Russian & Soviet Battleships》. Annapolis, Maryland: Naval Institute Press. ISBN 1-55750-481-4.
- Preston, Antony (1972). 《Battleships of World War I: An Illustrated Encyclopedia of the Battleships of All Nations 1914–1918》. New York: Galahad Books. ISBN 0-88365-300-1.
- Silverstone, Paul H. (1984). 《Directory of the World's Capital Ships》. New York: Hippocrene Books. ISBN 0-88254-979-0.
- Warner, Denis & Warner, Peggy (2002). 《The Tide at Sunrise: A History of the Russo-Japanese War, 1904–1905》 2판. London: Frank Cass. ISBN 0-7146-5256-3.
- Westwood, J. N. (1986). 《Russia Against Japan, 1904–1905: A New Look at the Russo-Japanese War》. 뉴욕 앨버니: 뉴욕 주립 대학교 출판부. ISBN 0-88706-191-5.

### 주해
1. ↑  이 글에서 사용된 모든 날짜는 동유럽에서 채용한 그레고리력을 기준을 한 것